# Tenosinovitis infecciosa
La tenosinovitis infecciosa es una infección bacteriana dentro de la vaina de un tendón.

## Síntomas
Los síntomas típicos, cuando se ve afectado un tendón flexor del dedo, incluyen sensibilidad en el área, el dedo ligeramente flexionado, dolor al estirarlo e hinchazón en todo el dedo. La fiebre se encuentra presente en alrededor del 20 % de los casos. Otras áreas afectadas con relativa frecuencia incluyen la muñeca y el pie.

## Causas
Las infecciones pueden ocurrir después de una lesión, como una cortadura o una mordedura, y pueden propagarse desde cualquier otra parte del cuerpo. Los riesgos incluyen la diabetes y el uso de drogas por vía intravenosa. La bacteria involucrada es más comúnmente Staphylococcus aureus; con otros potencialmente incluyendo Pseudomonas aeruginosa, Pasteurella multocida, y gonococcus.

## Diagnóstico
El diagnóstico generalmente se basa en el examen físico. Las imágenes médicas pueden respaldar el diagnóstico y descartar otras complicaciones.

## Tratamiento
La infección de los tendones flexores de la mano requiere un tratamiento rápido. Los casos leves pueden tratarse con antibióticos intravenosos y férulas; mientras que los casos más severos también requieren cirugía, ocasionalmente se requiere amputación. Alrededor del 10 % al 25 % de las personas tienen alguna pérdida permanente del amplitud de movimiento. Otras complicaciones pueden incluir la ruptura del tendón y el dedo en gatillo.

## Frecuencia
La tenosinovitis infecciosa es infrecuente y ocurre en aproximadamente el 2,5 % o el 9,5 % de las infecciones de manos. La presentación clásica de la condición fue descrita por primera vez en 1912 por Allen Kanavel, quien también planteó la importancia del drenaje quirúrgico como parte fundamental del tratamiento.